# Nationaal park Waterton Lakes
Het nationaal park Waterton Lakes (Engels: Waterton Lakes National Park) is een nationaal park van Canada gelegen in het zuiden van Alberta. Het beslaat een gebied van zo'n 525 km², en vormt samen met het in de Verenigde Staten gelegen Glacier National Park het Waterton Glacier International Peace Park - een unie die door de UNESCO op de Werelderfgoedlijst is geplaatst.
Een van de opvallendste attracties in het park is de Red Rock Canyon, een kloof, bestaande uit rode rotsen. De rode kleur is afkomstig van geoxideerde ijzerdeeltjes die in het steen zitten.
Waterton Lakes Park is een uitstekende plek om edelherten, zwarte beren en grizzlyberen te zien. Ook leven er elanden in dit park.

## Externe links

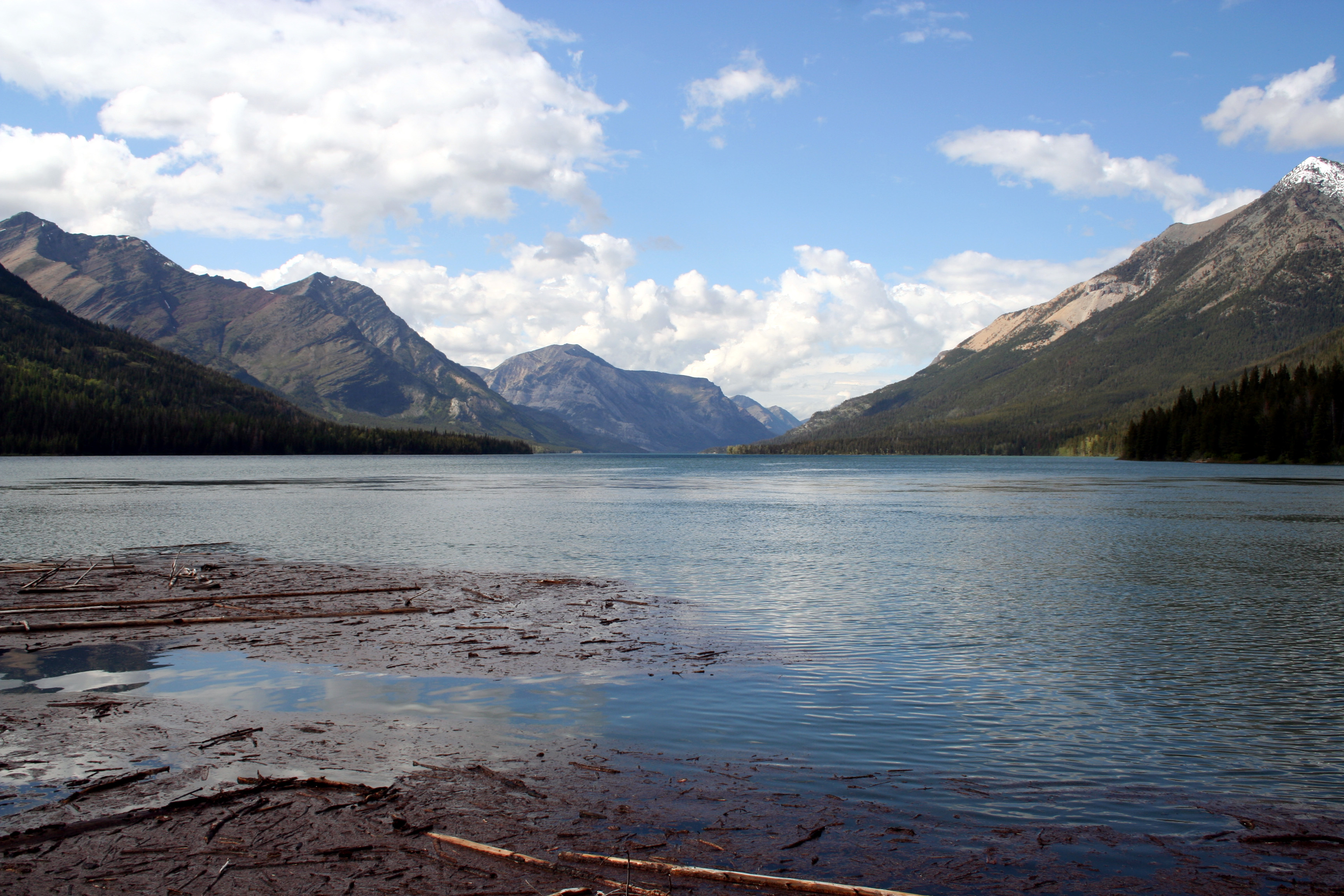
Upper Waterton Lake